# 小行星15752
小行星15752（15752 Eluard）是一颗绕太阳运转的小行星，为主小行星带小行星。该小行星于1992年1月发现。

## 轨道参数
小行星15752的轨道半长轴为473 168 299 km（3.1628897 UA），离心率为0.227。